# Lista dos viscondes de Turenne

Brasão de armas dos viscondes de Turenne, da Casa de Comborn: coticé de or e de gueules de douze pièces

Brasão de arma do Senhorio de Oliergues

## Antigo regime

### Família de Comborn
- ???-??? : Rodolfo I de Turenne (m843).

°°Casou-se com Agane, viúva do conde Immo
- ???-??? : Godofredo I de Turenne (844-865), conde de Turenne, filho de Rodolfo I de Turenne

°°Casou-se com Gerberga e foram pais de Godofredo II
- ???-??? : Godofredo II de Turenne , filho de Godofredo I de Turenne

°°Casou-se com Godelinda e foram pais de Roberto
- ???-??? : Roberto de Turenne , conde de Turenne, (887-932),filho de Godofredo II de Turenne

°°Casou-se com

## Viscondes de Turenne

### Família de Comborn
- ???-??? : Rodolfo II de Turenne (v.890-???), 1º visconde de Turenne, filho de Roberto de Turenne

- ???-??? : Ademar de Turenne (898-941), visconde de Eschelles, 2º visconde de Turenne, conde de Quercy, filho de Rodolfo II de Turenne

- ???-??? : Bernardo I de Turenne (v.915-981), 3º visconde de Turenne, filho de Ademar de Turenne

°°Casou-se com Deda (920-???) e foram pais de Sulpícia
- ???-??? : Sulpícia de Turenne (v.935-???), filha de Bernardo I de Turenne

°°Casou-se com Arquibaldo de Comborn, filho de Hugo, visconde de Comborn
- ???-??? : Arquibaldo de Comborn, “the Stumbler”, visconde de Comborn, (m. depois de 993)

- 996-1030 : Ebles Comborn de Turenne (v.953-entre 1030 e 1036), 4º visconde de Turenne, filho de Sulpícia de Turenne e Arquibaldo de Comborn

°°Casou-se com Beatriz da Normandia, filha do duque Ricardo I da Normandia

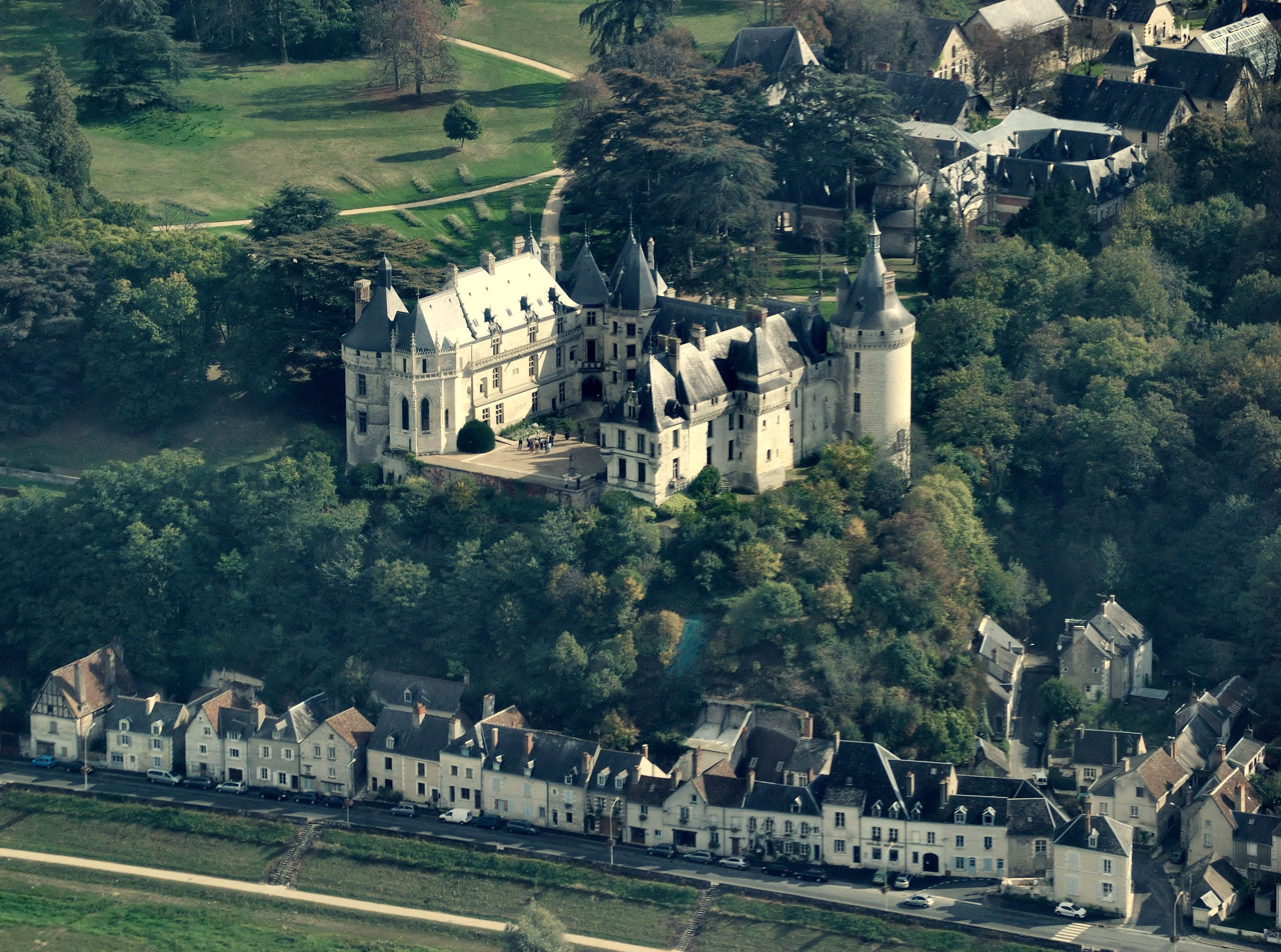
O Castelo de Chaumont. Com a morte de Carlota de la Marck, em 1594, o castelo passou para seu marido Henrique I, visconde de Turenne, que o vendeu a um fazendeiro de nome Largentier, este foi preso por peculato e o castelo e o título de senhor de Chaumont passou para uma família de Lucca que o possuiu até 1667, quando ele acabou nas mãos dos senhores de Ruffignac

- 1030-1037 : Guilherme I de Turenne (995-1037) 5º visconde de Turenne

- 1037-1091 : Bosão I de Turenne (°v.1030-1096) 6º visconde de Turenne, filho de Ebles Comborn de Turenne

1. °°Casou-se com Gerberga de Terrasson (m1050 —?) e tiveram três filhos: Raimundo I,  visconde de Turenne; Alpaida de Turenne, casada com Bernardo III de Armagnac; Matilde de Turenne (1080 — 1162), casada com Hugo II, da Borgonha, duque da Borgonha (foram pais de Eudes II da Borgonha).
2. °°Casou-se com Beatriz de Montdidier, filha de Hilduino IV de Montdidier, conde de Roucy 1033-1063 e senhor de Ramerupt, e sua esposa Alice de Roucy (v.1015-1020 † 1062), filha de Ebles I de Roucy e de Beatriz de Hainaut.

- 1091-1122 : Raimundo I de Turenne (°v.1074-ap.1122) 7º visconde de Turenne, filho de Bosão I de Turenne

°°Casou-se em 1105 com Matilde de Mortagne, filha de Godofredo II de Perche, conde de Mortagne, senhor de Nogent (1060-1090) e conde de Perche (1090-1100). Raimundo I e Matilde tiveram os seguintes filhos e netos: Boson II de Turenne (1122-1143), 8º Visconde de Turenne, casado em 1142 com Eustórgia de Anduze; Magna de Turenne, esposa de Américo III de Gourdon, filho de Geraldo III de Gourdon; Margarida de Turenne, que se casa com Ademar IV de Limoges e tornam-se pais de Ademar V de Limoges (1135-1188), depois ela se casa com Ebles III, visconde de Ventadour, separa-se dele em 1151 e se casa com o conde Guilherme VI Taillefer, com o qual tem três filhos: Vulgrino III que se casa com Elisabete de Amboise; Guilherme VII de Angoulême e Américo Taillefer, que se casa com Alice de Courtenay.
O seu cunhado (irmão de sua esposa Matilde), Rotrou III (†1144), dito o Grande tornou-se conde de Perche e sua cunhada, Margarida de Perche, casou-se com Henrique de Beaumont, 1º conde de Warwick.
- 1122-1143 : Bosão II de Turenne (1110-1143) 8º visconde de Turenne,

°°Casou-se em 1142 Eustorgia de Anduze
- 1143-1191 : Raimundo II de Turenne (°1143-1191), 9º visconde de Turenne,

°°Casou-se com Elisa de Castelnau
- 1191-1212 : Raimundo III de Turenne (v.1165-1212)

°°Casou-se com Elisa de Séverac
- ????-???? : Bosão III de Turenne (°v.1185-1209), filho dos anteriores,

°°Casou-se com ??? de Auvérnia

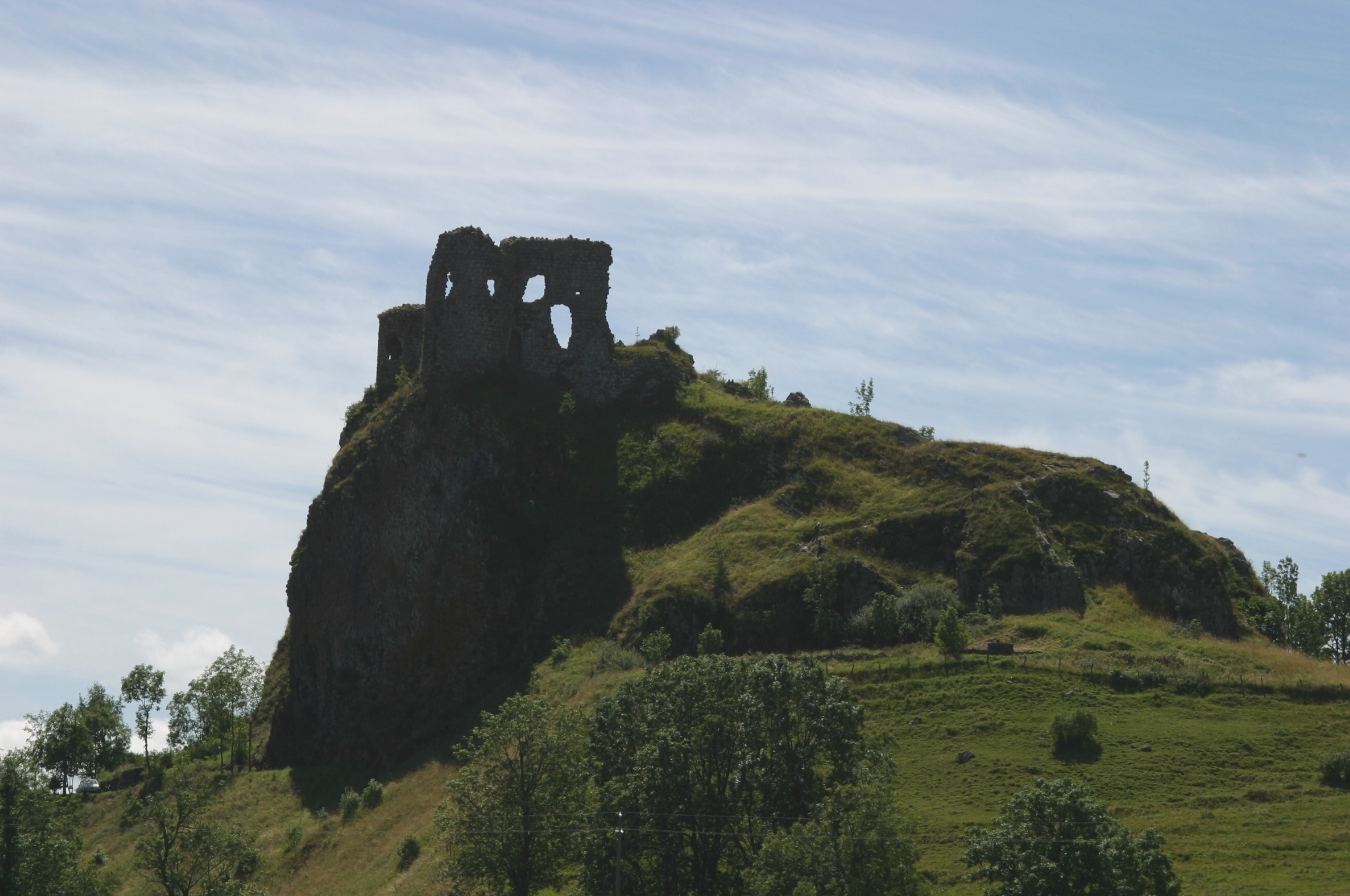
O Castelo de Apchon, residência dos senhores d'Oliergues. Anette d'apchon, herdeira do castelo, se casou em 1439 com Bertrando de La Tour, senhor d'Olierguese, em 1444, Ágno IV de La Tour de Oliergues se casa com a condessa de Turenne, Ana de Beaufort de Turenne

- 1212-1243 Raimundo IV de Turenne (v.1187-1243)

°°Casou-se em 1208 com Elisa de Auvérnia
- ????-???? Elisa ou Alice de Turenne (v.1208-1251) viscondessa de Turenne, filha de Raimundo IV de Turenne, visconde de Turenne e Elisa de Auvérnia

°°Casou-se com Hélio II de Bergerac, congnominado Hélio Rudel (1200-1254), filho de Hélio Rudel, o Velho, senhor de Bergerac (1165-1251) e Geralda de Gensac, senhora de Montclar (1170-1247); e foram pais de (outra) Margarida de Turenne, senhora de Bergerac (1230-1289), que se casaria em segundas núpcias em 1251 com Reinaldo III de Pons, senhor de Pons (1221-1271), filho de Godofredo V de Pons, senhor de Pons (1200-ca 1259) e Ágata de Angoulême-Lusignan; e seriam pais, entre outros, de Godofredo VI de Pons, visconde de Turenne.
- ????-???? Raimundo V de Turenne (°v.1200-1245)

°°Casou-se com Alemanda de Malemort
- 1247-1316 Raimundo VI de Turenne, filho de  Raimundo V de Turenne, senhor de Servières (†1247) e de Alemanda de Malemort (1215-1246)

1. °°Casou-se em 1265 com Agácia de Pons, filha de Reinaldo II de Pons, senhor de Pons (1221-1271) e Margarida de Turenne (1285-v.1313), filha de Raimundo VI de Turenne, senhora de  Bergerac (1230-1289); e foram pais de Bernardo de Turenne, dito o Raimundiano, senhor de Martel en Quercy ca 1265-1330/
2. °°Casou-se em 1282, com Lore, senhora de Chabannais †1356, filha de Jordão  VIII Esquivat de Chabannais, senhor de Confolens ca 1200 e Alice de Monforte-Bigorre, condessa de Bigorre (1216/-1255); e foram pais de Raimundo VII de Turenne (†1304)

- ????-???? Godofredo VI de Pons (1254-1317), senhor  de Ribérac e de Pons, visconde de Turenne e de  Carlat

, filho de Reinaldo III de Pons e de Margarida de Turenne
°°Casou-se em  24 de março de 1290, com Isabel de Carlat de Rodez (1265-1328), viscondessa de Carlat, filha de Henrique II de Rodez (1236-1303), conde de Rodez e de Marqueze de Baux (1238-1272) e foram pais de Reinaldo IV de Pons (1291-1356), senhor de Pons; Godofredo de Pons (†1333), bispo de Maillezais; Marquesa de Pons (1300), esposa de Guilherme IV de Murat (1290-1369), senhor de Vigouroux, filho de Guilherme III de Murat (1255-1314), visconde de Murat e de Leonor de Calmont d'Olt.
- ????-???? Bernardo VI de Turenne (1276-1329). Bernardo de la Tour de Auvérnia, senhor de la Tour de Auvérnia, visconde de Turenne (-1325), senhor de  Claviers (por volta de 1329). Era filho de Beltrão II de la Tour-Auvérnia (1253-1296) e de Beatriz de Oliergues (1258-1298)

°°Casou-se em 17 de novembro de 1295 com Beatriz de Rodez (1278-1309), senhora de Saint-Christophe, filha de Henrique II de Rodez (1236-1303), conde de Rodez e de Mascarosa de Cominges (†1292). Foram pais de Galhardo de La Tour-Auvérnia (1296); Delfina de La Tour-Auvérnia (1301-1375); Beltrão III de La Tour-Auvérnia, senhor de La Tour (1303-1368); Mascarona de La Tour-Auvérnia (1304); e do cardeal Bernardo de La Tour-Auvérnia (†1361).
- ????-???? Raimundo VII de Turenne, visconde de Turenne, filho de Raimundo VI de Turenne e  Lore de Chabannais

1. °°Casou-se com Letícia de Rochechouar e foram pais de Margarida de Turenne, viscondessa de Turenne (1285-1314)
2. °°Casou-se com Joana de Brienne †1325, filha de João I de Brienne, conde d'Eu †1294 e Beatriz de Châtillon (†1304)

- ????-???? Margarida de Turenne (1285-v.1313), filha de Raimundo VII de Turenne, viscondessa de Turenne,

°°Casou-se com Bernardo VIII de Cominges (v.1285-v.1336), filho de Bernardo VII de Cominges, conde de Cominges (1246-1312) e Laura de Monforte (1260-1300).
- ????-???? Bernardo VIII de Cominges (1285-1336), visconde de Turenne, filho de Bernardo VII de Cominges (1246-1312), conde de Cominges e de Laura de Monforte (1260-1300)

1. °°Casou-se com Capsuela de Armagnac, filha de Geraldo V de Armagnac conde de Armagnac (†1285) e Marta de Béarn, viscondessa de Gabardan (1250-1319);
2. °°Casou-se com Margarida de Turenne (1285-v.1313), filha de Raimundo VII de Turenne;
3. °°Casou-se com Marta de Isle-Jordain (†1353), filha de Bernardo IV de Isle-Jordain, senhor de Isle-Jordain (1280-1340) e Berengária de Moncade. Bernardo VIII foi pai de Joana de Cominges (1330-1398); João I de Cominges (1336-1339), conde de Cominges; Cecília de Cominges (†1384), condessa de Urgel; Leonor de Cominges (1330).

### Família Rogério de Beaufort
- 1335-1339 João I de Cominges

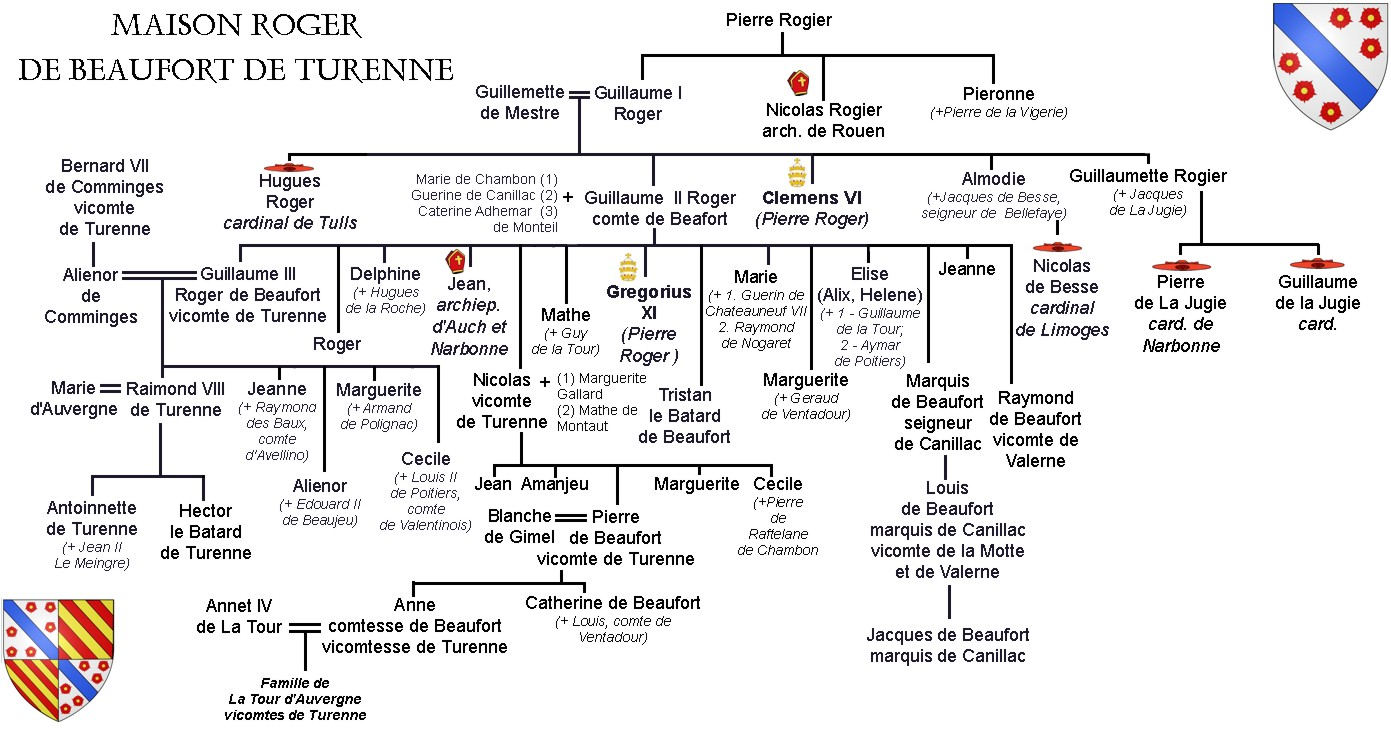
Genealogia da família Rogério de Beaufort de Turenne

- 1339=1350 Cecília de Cominges, condessa de Urgel, filha de Bernardo VIII de Cominges, herdeira do Viscondado de Turenne, resgatou-o em 1349 para presentear à sua irmã mais nova Leonor de Cominges.

°°Casada com Jaime I de Urgel (1321-1347), conde de Urgel, visconde de Turenne (1339–1347), Príncipe de Aragão. Morto por envenenamento em Barcelona, em  1347, pelo irmão Pedro II de Urgel.
- ????-???? Guilherme III Rogério de Beaufort (1332-1395)

°°Casou-se em 1350 com Leonor de Cominges, filha de Bernardo VIII de Cominges.

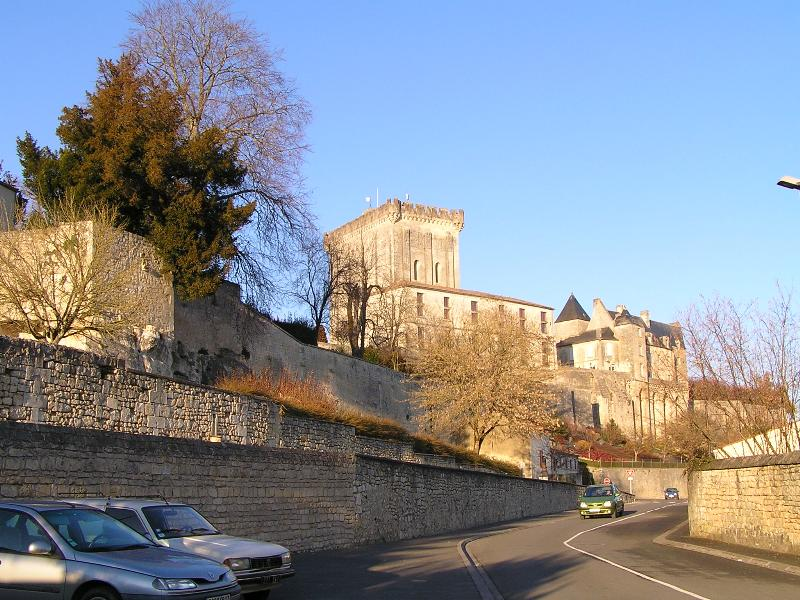
Donjon, o castelo marítimo de Pons - Construído em um local de acesso difícil, o castelo de Pons foi uma das maiores fortalezas medievais devido à sua localização na intersecção de estradas e na rota de peregrinação de St. Jacques. A partir de Reinaldo III de Pons, os senhores de Pons tornaram-se por um período senhores também de Turenne

- ????-???? Raimundo VIII de Turenne (1352-1413), filho de Guilherme III Rogério de Beaufort e Leonor de Cominges.

1. °°Casou-se em 28 de outubro de 1375 com Maria da Bolonha (1355-1388), senhora de Saint-Just, filha de João I de Auvérnia (†1387), conde de Monforte e Joana de Clermont (†1383), senhora de Saint-Just, e foram pais de Antonieta de Turenne (1380-1416), condessa de Alès.
2. °°De um relacionamento extra conjugal com Clara Simone nasceu Astórgio de Turenne Aynac ou Heitor de Turenne (1399), chamado o bastardo de Turenne. Daí surgiu a ramificação Turenne-Aynac

- -  ????-???? Antonieta de Turenne (v.1380-1416), filha de Raimundo VIII de Turenne,

°°Casou-se com João II o Meingre dito Boucicaut marechal de França
- ????-???? Nícolas de Turenne, irmão de Guilherme III

- ????-???? Pedro de Beaufort de Turenne, filho do anterior

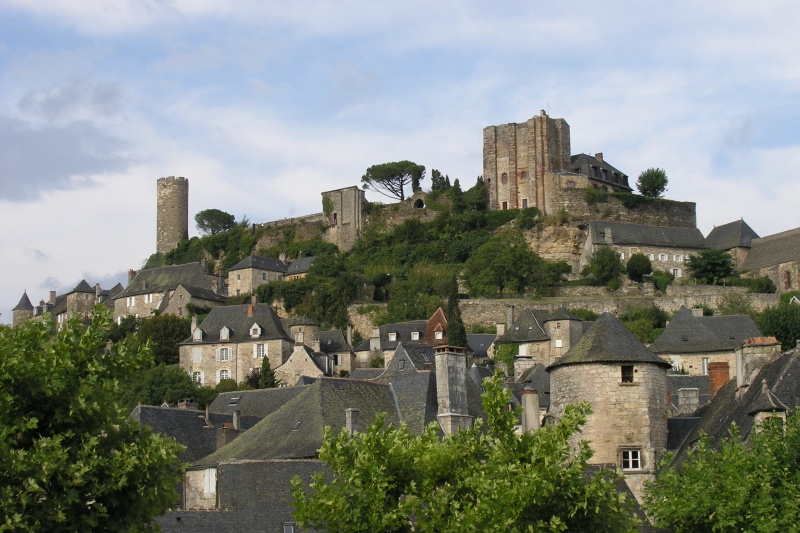
O Castelo de Turenne, foi a residência oficial dos senhores, os viscondes de Turenne

### Família de Pons
- ????-???? Raimundo VI de Pons,

°°Casou-se em 1265 com Ágata ou Ágacie, filha de Reinaldo III, senhor de Pons.
- ????-???? Godofredo de Pons

°°Casou-se em 1290 Isabel de Rodez ou Isabela de Rodez, viscondessa de Carlat,
- ????-???? Reinaldo IV de Pons ( ? - 1356), visconde de Carlat

°°Casou-se em 1319 Joana de Albret
- ????-???? Reinaldo V de Pons ( ? - 1356)

- ????-???? Reinaldo VI de Pons (v.1348-1427)

°°Casou-se com Margarida de La Tremoille
- -  ????-???? Jacques I de Pons (1413-1473)

°°Casou-se em 1425 Isabel de Foix-Candale
- ????-???? Guido de Pons (11 mai 1431-1510), senhor de Ribérac e de Bergerac,

1. °°Casou-se em 1459 com Isabel de Grailly-Foix, filha do conde de Foix Gastão IV (1422-1472) e Leonor de Aragão, rainha de Navarra (1425-1479).
2. °°Casou depois, em 1461, com Joana de Castelnau-Tursan (1440-1504), filha de Ramoneto de Castelnau-Tursan, barão de Lau e Joana de Lau. Guido foi pai de Ana de Pons (1461-1517), viscondessa de Turenne; Francisco I de Pons (1462-1504), senhor de Pons; Antonieta de Pons, senhora de Monforte.

- ????-???? Odete II, o Jovem (1455-1534), genro de Guido de Pons e visconde de Turenne, era filho de Beltrão de Aydié e Honorata de ???.

°°Casou-se em 14 de fevereiro de 1483 com  Ana de Pons (1461-1517), viscondessa de Turenne.
- ????-???? Francisco I de Pons, visconde de Turenne, filho de Guido de Pons e Joana de Castelnau-Tursan

°°Casou-se em 15 de novembro de 1483 com Margarida de  COËTIVY (†1512),filha de Olivério de  COËTIVY e Maria de Valois (1443-1473) e foram pais de Francisco II de Pons, senhor de Pons; Jacques II de PONS, barão de Mirambeau (1490-1555; Lucrécia de Pons, senhora de Verneuil.

### Família de La Tour de Auvérnia
- ????-???? Pedro de Beaufort de Turenne, filho de Nícolas Rogério de Beaufort (1340-1415), senhor de Hermenc e de Marta de Montaut.

°°Casou-se em 08 de julho de 1432 com Branca de Gimel, senhora de Servières, filha de João de Gimel (1380-1452), barão de Gimel-les-Cascades e de Joana de Murat de Cros (1380-1426). Foram pais de Ana de Beaufort de Turenne, viscondessa de Turenne; Catarina de Beaufort de Charlus (†1506), senhora de Charlus.
- ????-???? Ana de Beaufort de Turenne (1435-1479), condessa de Beaufort, senhora de Limeuil, filha de Pedro de Beaufort de Turenne e viscondessa (somente em uma parte)  de Turenne,

°°Casou-se em 1444 com Anet IV de Oliergues, conselheiro e camareiro do rei Luís XI. Tiveram quatorze filhos, dos quais: Francisco I, foi visconde de Turenne e senhor de Oliergues; Ágno, foi senhor de Servières; Pantaleão, foi senhor de Limeuil; Antônio, o Velho, foi visconde de Turenne; Antônio I, o Jovem, foi senhor de Murat-Le-Quaire; Ana, casou-se em  15/05/1469 com Jacques de Fiermarcon, senhor de Fiermarcon; Margarida, casou-se em  22/09/1478 com João de Chalais, príncipe de Chalais; Gilles foi abade de Vigeois e suas irmãs Isabel, Luísa e Gabriela, igualmente seguiram a vida religiosa; Catarina, casou-se em  09/07/1489 com Antônio de Pompadour, senhor de Laurière; Francisca, casou-se em  1439 com Jacques de Castelnau-Bretenoux, senhor de Jaloignes; Maria, casou-se em  01/08/1499 com João  de Hautefort, senhor de Hautefort e depois casou-se com Gabriel de Escars, senhor de Saint-Bonnet.
- ????-???? Anet IV de Oliergues, filho de Beltrão II de La Tour de Oliergues, senhor de Oliergues (1385-1450) e de Margarida Rogério de Beaufort. Era conselheiro e camareiro do rei Luís XI.

°°Casou-se em 04 de maio de 1444 com Ana de Beaufort de Turenne, condessa de Beaufort, senhora de Limeuil, viscondessa (somente em uma parte) de Turenne (1435-1479), filha de Pedro de Beaufort de Turenne, visconde de Turenne (1400-1444) e de Branca de Gimel, senhora de Servières, e foram pais de Francisco de La Tour de Oliergues, visconde de Turenne; Ágno de La Tour de Oliergues, senhor de Servières; Pantaleão de La Tour de Oliergues, senhor de Limeuil; Ana de La Tour de Oliergues; Antônio, o Velho, senhor de Oliergues (†1527): Maria de La Tour de Oliergues; Catarina de La Tour de Oliergues (1465): Joana de La Tour de Oliergues; Margarida de La Tour de Oliergues; Antônio, o Jovem, senhor de Murat-le-Quaire; Gilles de La Tour de Oliergues; Isabel de La Tour de Oliergues; Luísa de La Tour de Oliergues; Gabriela de La Tour de Oliergues; Francisca de La Tour.
- ????-???? Francisco I de La Tour, visconde de  Turenne e senhor de Oliergues. Primogênito de Anet IV de La Tour de Oliergues, senhor de Oliergues (1425-1489) e de Ana de Beaufort de Turenne, viscondessa de Turenne (1435-1479).

°°Casou-se com ???
- ????-1527 Antônio de La Tour dito o Velho (m1527. Quinto dos quatorze filhos de Anet IV de La Tour de Oliergues, senhor de Oliergues (1425-1489) e de Ana de Beaufort de Turenne, viscondessa de Turenne (1435-1479), sucedeu ao irmão Francisco I

°°Casou-se em 17 de abril de 1494 com Antonieta de Pons,  viscondessa (somente em uma parte) de Turenne, senhora de Monforte (†1511), filha de Guido de Pons, senhor de Pons (1431-1509) e de Joana de Castelnau-Tursan (c1440-1504), e foram pais de Francisco II de La Tour de Auvérnia, visconde de Turenne (1497-1532);  Galhardo de La Tour de Auvérnia, barão de Limeuil; Margarida de La Tour-Turenne (†1572).
- 1527-1527 Galhardo de La Tour de Auvérnia, barão de Limeuil, visconde de Turenne, filho de Antônio, o Velho, senhor de Oliergues (†1527) e de Antonieta de Pons, senhora de Monforte (†1511)

°°Casou-se em 21 de novembro de 1531 com Margarida de La Cropte, senhora de Lanquais (†1571), filha de Beltrão de La Cropte, senhor de Lanquais (1480-1522) e de Joana de Abzac (1500-1559), e foram pais de Isabel de Limeil (1525-1609);  Filipina de La Tour de Auvérnia; Antonieta de La Tour de Auvérnia; Margarida de La Tour de Oliergues (1531); Jacques de La Tour de Auvérnia (†1580); Carlos de La Tour de Auvérnia (†1580).
- 1527-1532 Francisco II de Turenne (1497-1532), visconde de Turenne, senhor de Oliergues, senhor de Croc, senhor de Boujols, senhor de Fay e senhor de Servissac. Filho de Antônio, o Velho.

1. °°Casou-se com Catarina, senhora de Ravel, filha de Guido, senhor de Ravel
2. °°Casou-se em 21 de junho de 1518, com Ana de La Tour de Auvérnia, dita  "a Bolonesa", (m.1530, senhora de Montgascon, filha de Godofredo II, senhor de Montgascon. (Ana antes, em 1506, havia desposado Carlos de Bourbon, conde de Roussillon e depois, em 1510, havia desposado João, senhor de Escouen.

- 1532-1557 Francisco III de La Tour, filho de Francisco II de Turenne e  Ana de La Tour de Auvérnia, nasceu em 25 de janeiro de 1526 e morreu em abril de 1557. Foi visconde de Turenne, barão de Montgascon, senhor de Oliergues, senhor de Croc, senhor de Boujols, senhor de Fay e senhor de Servissac.

°°Casou-se em 1545 Leonor de Montmorency, filha de Anne de Montmorency. Tiveram dois filhos: Henrique I de Bulhão; Madalena (nascida em 25 de agosto de 1556), senhora de Montgascon, casada em (01 de janeiro de 1572 com Honorato I (m.1572), conde de Tende.
- 1557-1623 Henrique I  (28 de setembro de 1555-25 de março de 1623), visconde de Turenne, conde de Monforte, conde de Negrepelisse, visconde de Castillon, visconde de Lanquais, barão de Montgascon, senhor de Oliergues, senhor de Croc, senhor de Limeuil, senhor de Fay, senhor de Saint-Bonnet, senhor de Novatelle, senhor de Ferrières, em seguida,  duque de Bulhão  (1591-1623, príncipe de Sedan, visconde de Turenne, conde de Monforte, conde de Negrepelisse, visconde de Castillon, visconde de Lanquais, barão de Montgascon, senhor de Oliergues, senhor de Croc, senhor de Limeuil, senhor de Fay, senhor de Saint-Bonnet, senhor de Novatelle, senhor de Ferrières, senhor de Jamets, senhor de Raucourt e  Marechal da França em 09 de março de 1592.

Casou-se em 15 de outubro de 1591 com Carlota de Mark (m1594,  duquesa de Bulhão, princesa de Sedan, senhora de Jamets, senhora de Raucourt, filha de Henrique Roberto de Mark, duque de Bulhão, da Casa de Mark.
Casou-se em 16 de abril de 1595 com Isabel Frandrina de Nassau (m1642, filha de Guilherme I de Orange, stathouder da Holanda.
- - 1623-1652 Frederico Maurício (1605-1652), duque de Bulhão, príncipe de  Sedan, visconde de Turenne,

°°Casou-se em 1634 com Leonor de Bergh, filho de Henrique I.
- - 1652-1675 Henrique, visconde de Turenne (1611-1675), marechal geral dos campos de batalha do rei,

°°Casou-se em 1653 Carlota de Caumont de La Force (1623-1666), sem filhos.
- 1675-1721 Godofredo Maurício (1641-1721), duque de Bulhão, de Albret, de Château-Thierry, conde de Auvérnia, visconde de Turenne.

°°Casou-se em 1662 Maria Ana Mancini (1649-1714), sobrinha do Cardeal Mazarino.
- 1721-1730 Emanuel Teodósio, duque de Bulhão (1668-1730), de Albret, de Château-Thierry, visconde de Turenne,

°°Casou-se em 1696 com Maria Armanda de La Trémoille, filha de Carlos Bélgica Holanda de La Trémoille.
- 1730-1771 Carlos Godofredo (1706-1771), duque de Bulhão, de Albret, de Château-Thierry, conde de Auvérnia; cheio de dívidas, o rei recompra-lhe o Viscondato de Turenne (1738).

°°Casou-se com Maria Carolina Sobieska (1697-1740), de quem teve uma filha (Maria Luísa de La Tour de Auvérnia) e um filho:
- 1771-1738 Godofredo Carlos (1728-1792), duque de Bulhão, de Albret, de Château-Thierry, deputado pelos Estados Gerais, quando deixará de ostentar o título de visconde de Turenne.

### Ramificação de Turenne-Aynac
- ????-???? Bernardo VIII conde de Cominges, visconde de Turenne ca 1285-1336, filho de Bernardo VII conde de Cominges, conde de Cominges 1246-1312 e Laura de Monforte (1260-1300), e irmão de Guido de Cominges, le Bandit (c1290-1365); Pedro Raimundo conde de Cominges1295-1341; Cecília de Cominges †1355; Leonor, condessa de Cominges 1298-1373; João Raimundo de Cominges, bispo de Toulouse †1348; Berengário de Cominges; Simão de Cominges, bispo de Urgel; Arnaldo Rogério de Commnges, bispo de Clermont †1337 e foi pai de Joana de Cominges, l'Emprisonnée  ca 1330-1398; Leonor de Cominges, viscondessa de Turenne ca 1330; João conde de Cominges 1336-1339; Cecília de Cominges †1384.

1. °°Casou-se com Capsuela de Armagnac, filha de Geraldo V de Armagnac, conde de Armagnac †1285 e Marta de Béarn, viscondessa de Gabardan (1250-1319)
2. °°Casou-se com Margarida de Turenne, viscondessa de Turenne (1285-1314), filha de Raimundo VII de Turenne e Letícia de Rochechouart. Foram pais de Leonor de Cominges, viscondessa de Turenne ca 1330
3. °°Casou-se em 1314 com Marta de L'Isle-Jourdain †1353, filha de Bernardo Jordão IV, senecal  de L'Isle, senhor de L'Isle-Jourdain ca 1280-1340 e de Berengária de Moncade.

- ????-???? Leonor de Cominges, viscondessa de Turenne ca 1330

°°Casou-se com Guilherme III Rogério de Beaufort, conde de Beaufort 1327-1378. Foram pais de Raimundo de Turenne, o Flagelo de Provença; Rogério de Beaufort, visconde de Turenne 1351-1413
- ????-???? Raimundo de Turenne o flagelo de Provença Rogério de Beaufort, visconde de Turenne 1351-1413

1. °°Casou-se em 28 de outubro de 1375 com Maria de Bolonha, senhora de Saint-Just ca 1355-1388, filha de João conde de Auvérnia, conde de Monforte †1387 & Joana de Clermont, senhora de Saint-Just †1383).
2. °°Casou-se com Clara Simone, nasceu  Astórgio (souche des Turenne-Aynac) bâtard de Turenne 1399

- ????-???? Astórgio de Turenne Aynac (souche des Turenne-Aynac) bastardo de Turenne 1399

°°Casou-se com Branca de Orlhac. Foram pais de Pedro de Turenne-Aynac
- ????-???? Pedro de Turenne-Aynac

°°Casou-se com Ana de La Roche. Foram pais de Anat de Turenne-Aynac
- ????-???? Anet de Turenne-Aynac

°°Casou-se com Jacquete Ricardo de Genouillac. Foram pais de Luís de Turenne-Aynac
- ????-???? Luís de Turenne-Aynac

°°Casou-se com Francisca de Vayrac. Foram pais de Galhardo de Turenne-Aynac, senhor de Aynac ca 1525
- ????-???? Galhardo de Turenne-Aynac, senhor de Aynac ca 1525

°°Casou-se com Margarida de Lauzières de Thémines. Foram pais de Francisco de Turenne-Aynac, barão de Aynac ca 1560
- ????-???? Francisco de Turenne-Aynac, barão de Aynac ca 1560

°°Casou-se com Antonieta de Pontanier. Foram pais de Flotardo, cognominado o Marquês de Turenne-Aynac, Marquês de Aynac ca 1600
- ????-???? Flotardo de Turenne-Aynac, chamado o Marquês de Turenne-Aynac, Marquês de Aynac ca 1600

°°Casou-se com Cláudia de Gourdon de Genouillac, senhora de Aubepeyre. Foram pais de Luís de Turenne-Aynac, senhor de Montmurat †/1697
- ????-???? Luís de Turenne-Aynac, senhor de Montmurat †/1697

°°Casou-se com Maria Helena de Felzins de Montmurat, senhora de Montmurat. Foram pais de João Paulo de Turenne-Aynac, senhor de Montmurat
- ????-???? João Paulo de Turenne-Aynac, senhor de Montmurat

°°Casou-se com Francisca de Durfort-Boissières. Foram pais de João Luís Ana de Turenne-Aynac, Marquês de Aynac †1767
- ????-???? João Luís Ana de Turenne-Aynac, Marquês de Aynac †1767

°°Casou-se em 25 de fevereiro de 1732 com Maria Ana Cláudia Roberto de Lignerac, filha de José Roberto de Lignerac, Marquês de Lignerac †1733 & Maria-Charlotte de TUBIÈRES de GRIMOARD de CAYLUS 1671-1741),
- ????-???? René Maria José de Turenne-Aynac

°°Casou-se em 11 de maio  de 1772 com Gabriela Paulina de Baschi de Pignan †1833, filha de Henrique de Baschi de Pignan, Marquês de Pignan 1687-1725 & Joana Renée de ESTRADES 1700-1725),
- ????-???? Henrique Amadeu Mercúrio de Turenne-Aynac, conde de Turenne, Marquês de Aynac, oficial da legião de honra

°°Casou-se com Clara Isabel Josefina Francisca Ágata de Brignac, marquesa de Montarnaud * 1781
- ????-???? Napoleão José Gabriel de Turenne-Aynac 1806 + 1889, filho de Henrique Amadeu e Clara Isabel

°°Casou-se com Ana Antonieta Gabriela Frotier de La Coste-Messelière * 26.05.1818
- ????-???? Lianor de Turenne-Aynac filho de Napoleão e Ana Antonieta

°°Casou-se com Francisca de Fitz-James, filha de Eduardo Antônio Sidônio de Fitz-James, duque de Fitz-James * 20.06.1828 (descendente de Hugo Capeto) e Augusta Marie Margarida Löwenheim * 27.07.1830. Tiveram três filhos: Francisco José Atanásio de Turenne-Aynac 17.03.1899; Maria Elisabete Gabriela de Turenne-Aynac 15.07.1874; Margarida de Turenne-Aynac 26.05.1881,
- ????-???? Margarida de Turenne-Aynac

1. °°Casou-se em 08 de outubro de 1904 com o jornalista Arthur Meyer e foram pais de Jaqueline Antonieta Francisca Meyer 06.12.1906; que casou-se com Cristóvão Ernesto Wilson; Francisca Meyer * 13.02.1908 que casou-se com Aldo Cohen e foram pais de Filipe Arthur Meyer Cohen, (nascido em  1934)
2. °°Casou-se em 01 de março de 1923 com Jacques Vial

### Reunido à Coroa Real
Com efeito, em 8 de junho de 1738, Turenne é vendido à  Luís XV, para pagar as dívidas de jogo de Carlos Godofredo.

## Período contemporâneo

### Proprietários doCastelo de Turenne
- Foi levado em 1791 à venda como patrimônio nacional.